# Mount Katahdin
Mount Katahdin är det högsta berget i den amerikanska delstaten Maine, med en höjd på 1 606 meter. Berget ligger i Piscataquis County och dess namn betyder "The Greatest Mountain" på Penobscot-indiandernas språk. Bland européer är berget känt sedan åtminstone 1689. Den första bekräftade bestigningen av Katahdin skedde den 13 augusti 1804 av Charles Turner och på 1840-talet besteg Henry David Thoreau berget.
Mount Katahdin är en central del av Baxter State Park, vilket i sin tur är ett populärt område för rekreation. Området är sedan 1930-talet skyddat.